# Indra Devi
Eugenie Peterson (en letón: Eiženija Pētersone) (Riga, 12 de mayo de 1899 - Buenos Aires, 25 de abril de 2002), más conocida como Indra Devi, fue una maestra y escritora letona, difusora de la práctica del yoga. Es conocida como la primera dama del yoga en América.
Conoció a Jiddu Krishnamurti en 1926, durante una de sus charlas en Ommen, Holanda; éste tuvo una gran influencia en su desarrollo espiritual. En 1927 se embarcó hacia la India, país con el que soñaba desde pequeña. Fue una discípula temprana de Sri Tirumalai Krishnamacharya, llegando a ser ella misma una maestra renombrada de yoga. Se convirtió en la primera occidental que enseñó esta disciplina en ese país. También actuó en algunas películas indias. 
Cuando se mudó a la India ocultó sus raíces bálticas adoptando un nombre de actuación (stage name) que sonara indio y espiritual (usando "dev", raíz india para "dios"). 
En 1948 abrió un estudio de Yoga en Los Ángeles, California, donde actores y personajes famosos de la época como Greta Garbo, Eva Gabor y Gloria Swanson fueron sus alumnos. Posteriormente en 1961 abrió la Fundación Indra Devi en Tecate, México, en el Rancho Cuchumá en las faldas del cerro del mismo nombre. La Fundación de Yoga funcionó como Centro de Entrenamiento Internacional para Maestros de Yoga hasta 1977 cuando se mudó con su esposo a Bangalore. En 1983 Indra Devi viajó a Sri Lanka con su esposo el doctor Sigfried Knauer, quien estaba muy enfermo debido a un accidente automovilístico que había sufrido, falleciendo este el siguiente año en aquel país. En 1985 se radicó en Buenos Aires, Argentina.

En 1987, en Uruguay, fue nombrada presidenta honorífica de la Federación Internacional de Profesores e Instructores de Yoga (hoy Federación Internacional de Yoga) y de la Confederación y Unión Latinoamericana de Federaciones Nacionales de Yoga. Indra Devi muere  en la ciudad argentina de Buenos Aires el 2002 con 102 años de edad.

## Publicaciones
- Yoga para todos
- Renueve su vida practicando Yoga
- Yoga, por siempre joven, por siempre sano FR.2019
- Respirar bien para vivir mejor